# アルゴス

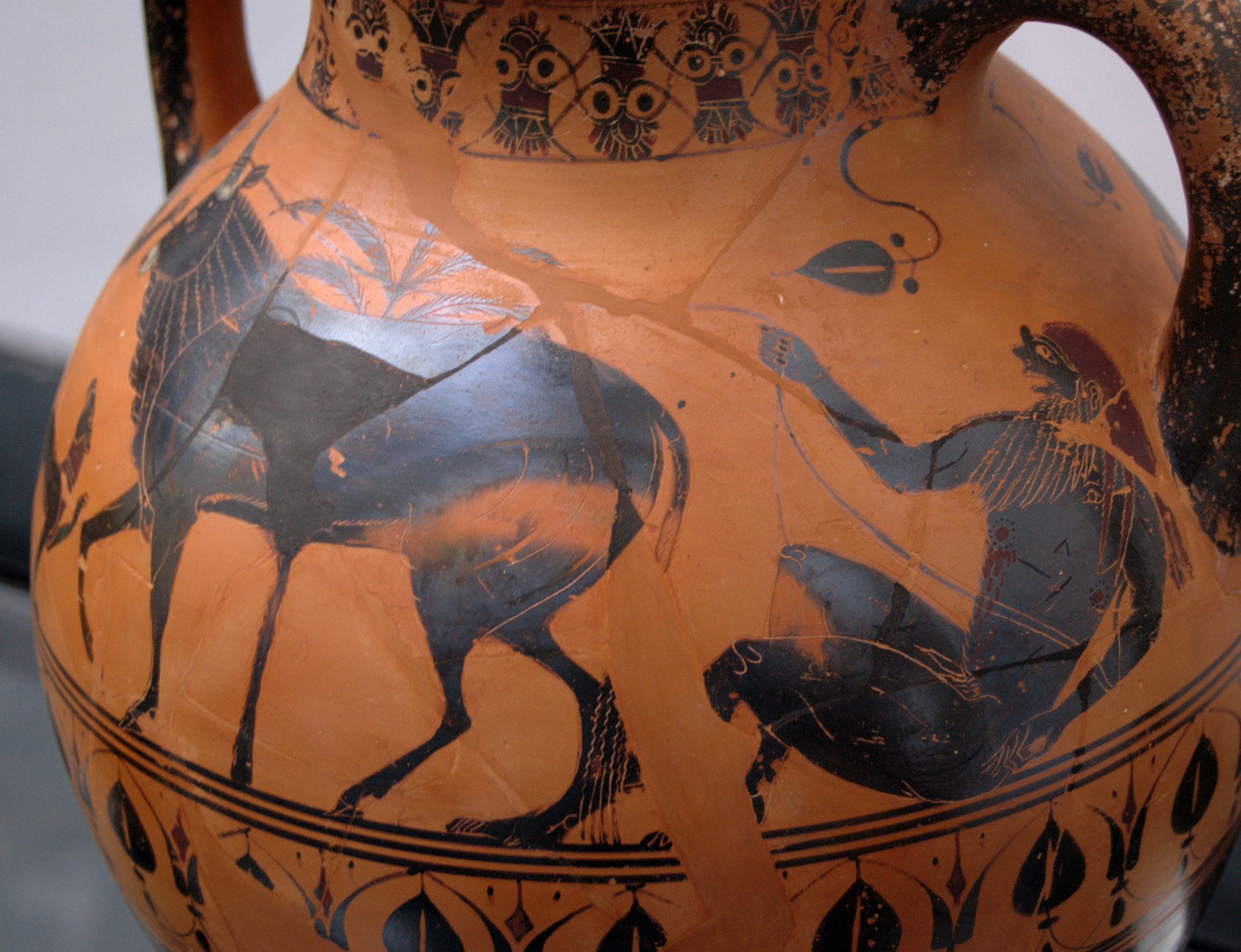
イーオーとアルゴス

アルゴス（古代ギリシア語: Ἄργος, Argos, ラテン語: Argus）は、ギリシア神話に登場する100の目をもつ（あるいは体に多くの目をそなえた）巨人である。アゲーノールの息子。普見者（パノプテース）アルゴスと言われる。
全身に100の目を持ち、しかもそれらの目は交代で眠るため、アルゴス自身は常に目覚めている（別の伝承では、背中に第三の目があるとも、後頭部に二つ目があるとも言われる）。つまり、アルゴスには時間的にも空間的にも死角が無い。
神々の命を受け、上半身は人間の女で腰から下は蛇の形をしていた怪物エキドナやアルカディア地方を荒した雄牛の怪物を退治するなど、多くの手柄をあげた。

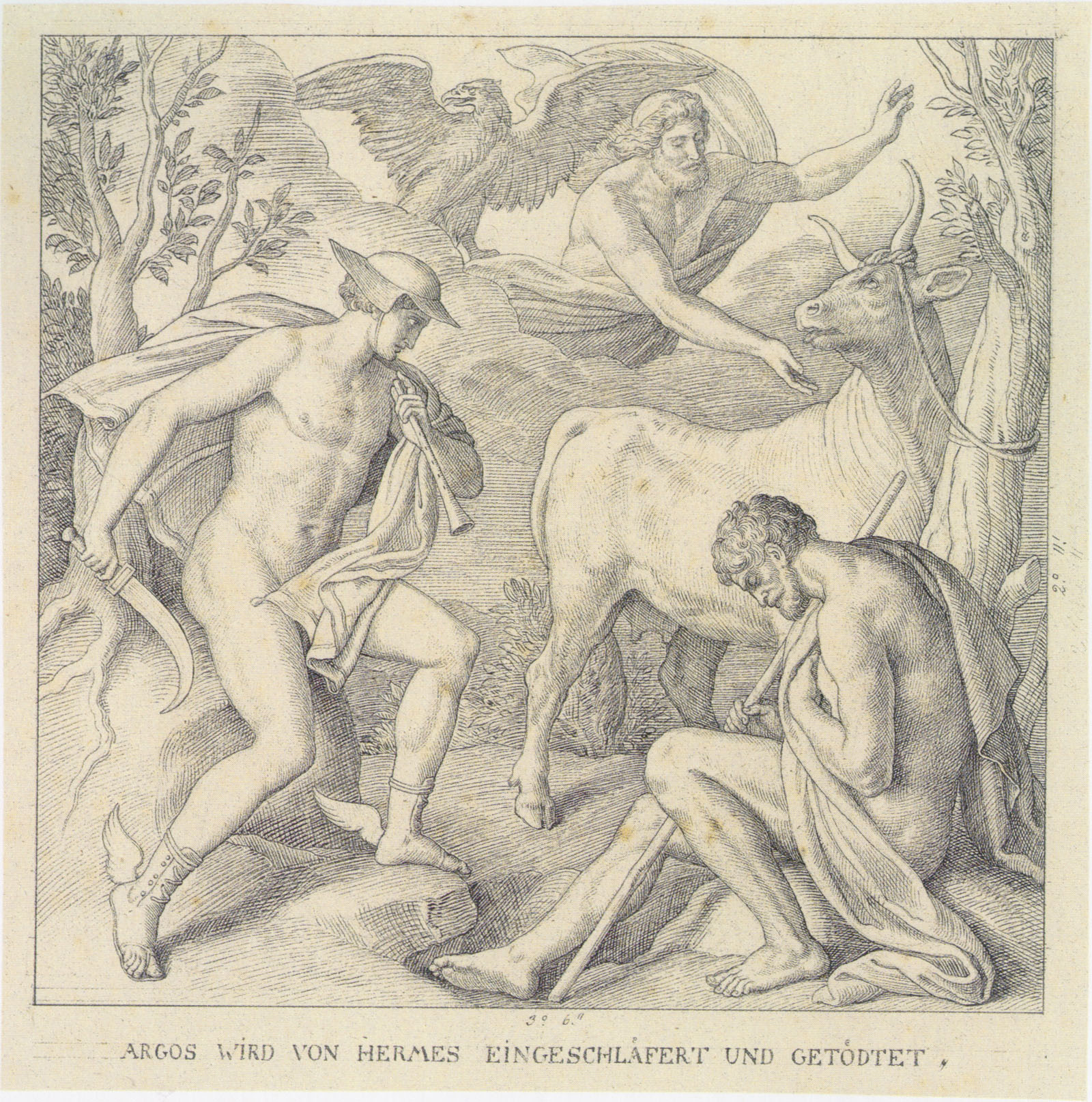
ヘルメースがアルゴスを眠らせたシーン. ドイツ画家:ユリウス・シュノル・フォン・カロルスフェルト

ゼウスの正妻ヘーラーの命令で、ゼウスの愛人で牝牛に変身したイーオーの見張りをしていたとき、イーオーを愛するゼウスの命令を受けてイーオーを取り戻しに来たヘルメースにより殺された。この際、ヘルメースは葦笛の音を聞かせてアルゴスの目をすべて眠らせて剣で首を刎ねたとも、遠くから石を当てて殺したともいう。あるいは、ヘルメースには殺されなかったが、イーオーを逃がされた責でヘーラーに処刑されたともいう。ヘルメースの異名「アルゲイポンテース」は、「アルゴスを殺した者」という意味ともされる。
ヘーラーはアルゴスの死後、彼を悼んで（あるいは罰の一環として）その目を取って自身の飼っているクジャクの尾羽根に飾った。それ以来、クジャクは尾羽根に百の目を持つという。クジャクの話にはもう1つ説があり、それによれば、ゼウスがヘーラーの機嫌を直させるために送った鳥がクジャクだという。どちらにしても、クジャクの尾羽根にある百の目はアルゴスの目であるという説がある。